# Katedrála svatého Jindřicha (Helsinky)
Katedrála svatého Jindřicha (Henrika) v Helsinkách (finsky Pyhän Henrikin katedraalije) je hlavní římskokatolická katedrála a kostel v převážně protestantském Finsku. Je zasvěcen sv. Jindřichovi z Uppsaly.

## Pozadí
Finsko bylo od dob christianizace římskokatolickou zemí, ale od 16. století se pod vlivem reformace, která se šířila ze Švédska, stalo evangelickou zemí. Dosud se většina věřících hlásí k Finské evangelické církvi.
Katolíci se od té doby stali minoritou. V 19. století však vznikla potřeba postavit katolický kostel pro cizince, kteří přicházeli do města. Katedrála svatého Henrika byla postavena v letech 1858–1860 v novogotickém architektonickém stylu podle plánů německého architekta Ernsta Lohrmanna. Sloužila hlavně polským vojákům, kteří vykonávali vojenskou službu v řadách armády Ruska, které tehdy území Finska spravovalo (do roku 1917). V současnosti se zde slouží katolické bohoslužby ve finském, polském a anglickém jazyce.